# La Municipàl
I La Municipàl sono un duo musicale indie pop italiano formatosi a Galatina nel 2013 e composto dai fratelli Carmine e Isabella Tundo.
Il nome, che a detta di Carmine si pronuncia alla francese, vuole essere un omaggio al padre, ex comandante della polizia municipale, e ironicamente anche ai genitori dei musicisti che accompagnarono Carmine e Isabella all'inizio del percorso, anche loro vigili urbani.
Dal 2023 il progetto musicale viene portato avanti dal solo Carmine Tundo.

## Storia
Il duo è composto da fratello e sorella: Carmine Tundo, cantautore e musicista già in attività da diverso tempo, e Isabella Tundo, con alle spalle studi di pianoforte.
Esordienti sul finire del 2013 con il singolo Via Coramari, i La Municipàl ottengono presto consensi, tanto da aprire i concerti dei Subsonica, di Roberto Angelini, Niccolò Fabi e Le luci della centrale elettrica. Fin da subito, il duo sceglie di non comparire mai nei propri videoclip. Il video musicale di Via Coramari è infatti un cortometraggio realizzato in stop-motion. Girato da Hermes Mangialardo, è giunto in finale all'International Film Festival di Toyama e al festival Inventa un Film di Lenola, oltre ad essere stato presentato fuori concorso al Festival Nazionale del Videocorto di Nettuno.
Nel 2016 il gruppo arriva in finale al Premio Buscaglione: Carmine e Isabella Tundo si aggiudicano anche il Premio MEI. Il 27 maggio dello stesso anno esce il loro primo album in studio Le nostre guerre perdute, e a settembre eseguono il brano Discografica Milano nel corso del programma televisivo Il caffè di Raiuno. Tale brano è stato omaggiato da Giuliano Sangiorgi in un video in cui il cantautore si complimentava con i due fratelli.
Il 13 febbraio 2018 viene pubblicato l'EP B Side, seguito dal singolo Lampadine e composto da sette brani non inclusi nel primo album. Il 14 dicembre 2018 l'album Le nostre guerre perdute torna nei negozi in una nuova edizione rimasterizzata, con una differente copertina e l'aggiunta delle sette tracce dell'EP. Nonostante questo, il 7 novembre 2019 il progetto B Side sarebbe stato reso il secondo album ufficiale del gruppo, mediante l'inserimento digitale degli inediti singoli Cartoline di fine estate e Come ci fotte l'amore e del brano Iole (già contenuto nell'album Nocturnae larvae, volume due del solo Carmine Tundo), per un totale di dieci tracce. Nel 2018 i La Municipàl sono anche stati i vincitori del concorso Primo Maggio NEXT, le cui finali sono state disputate durante il Concerto del Primo Maggio.
Il 29 marzo 2019 esce un nuovo album del duo, Bellissimi difetti, anticipato dal singolo Finirà tutto quanto. Il 26 aprile viene pubblicato Faber nostrum, album tributo per Fabrizio De André, contenente una loro rivisitazione de La canzone di Marinella. Poco dopo il gruppo torna sul palco del Concerto del Primo Maggio, questa volta tra i partecipanti ufficiali.
Il 23 settembre 2019 viene comunicato, attraverso i profili social del duo, che Isabella non potrà più prendere parte ai concerti, poiché in seguito alla laurea in medicina e chirurgia si è trasferita per motivi di lavoro, ma continuerà a registrare le voci dei brani.
Il 19 febbraio 2020 viene pubblicato il singolo benefico Su i Generi(s), a favore della ricerca sul glioma pontino intrinseco diffuso, realizzato dal rapper Mad Dopa in collaborazione col pianista Francesco Libetta e altri artisti tra cui i La Municipàl.
Il 20 febbraio 2020 la pubblicazione di Quando crollerà il governo/Fuoriposto sancisce la partenza del percorso musicale Per resistere alle mode, progetto considerato "bivalente" che avrebbe trovato spazio solamente dopo una prima edizione distribuita attraverso l'uscita di cinque doppi singoli.
Il 5 aprile, su invito di OA Plus e MEI, Carmine Tundo esegue il brano Finirà tutto quanto alla seconda e ultima serata dell'evento L'Italia in una stanza, per una raccolta fondi destinata all'emergenza COVID-19. Sempre in favore della protezione civile, l'artista rappresenta i La Municipàl anche per l'incisione del singolo benefico La vita è meravigliosa, iniziativa della band pugliese Après La Classe (conoscenza di lunga data di Carmine) che ha coinvolto alcuni artisti italiani sotto il nome di Artistiuniti. Il brano viene pubblicato il 24 aprile e Carmine Tundo compare anche tra gli autori.
A ottobre i La Municipàl accedono alle audizioni per le nuove proposte del Festival di Sanremo 2021, con il brano La terza stagione di Dark, ma senza poi riuscire a passare alle semifinali.
Il 26 gennaio 2021 il duo pubblica la sigla Magazzini Musicali, realizzata per l'omonima trasmissione di Melissa Greta Marchetto e Gino Castaldo, in onda su Rai 2 il sabato pomeriggio a partire dallo stesso mese. Il 4 febbraio il progetto Per resistere alle mode giunge alla pubblicazione del suo quarto doppio singolo, composto dalle tracce La terza stagione di Dark (il brano presentato a Sanremo) e Finisce qui. Alla fine del percorso, il quinto e ultimo doppio singolo non viene pubblicato. Il 18 giugno gli otto brani già usciti vengono raccolti nel quarto album in studio del duo, Per resistere al tuo fianco, preceduti da un'omonima introduzione strumentale e dai due inediti rimanenti, Per resistere alle mode e Se io fossi te cambierei il mondo. Del secondo brano viene realizzato un videoclip, pubblicato il 5 luglio.
Il 24 maggio 2024 viene pubblicato il quinto album in studio, Dopo tutto questo tempo, disco che ufficializza l'addio al progetto di Isabella Tundo.

## Formazione
La Municipàl
- Carmine Tundo – voce, chitarre, basso, batteria
- Isabella Tundo – voce, tastiere, percussioni (2013-2021)

Musicisti di supporto ricorrenti
- Gaia Rollo - tastiere, voce
- Roberto Mangialardo – chitarra elettrica
- Alberto Manco – batteria
- Alessio Gaballo – basso
- Chiara Turco – chitarre, ukulele, cori

## Discografia

### Album in studio
- 2016 – Le nostre guerre perdute
- 2018 – B Side
- 2019 – Bellissimi difetti
- 2021 – Per resistere al tuo fianco
- 2024 – Dopo tutto questo tempo

### Singoli
- 2013 – Via Coramari
- 2014 – Valentina Nappi[26]
- 2014 – Il mercante di occhi
- 2015 – L'accademia delle belle arti
- 2015 – Lettera dalla provincia leccese
- 2015 – Le ferie di metà settembre
- 2016 – George (il mio ex penfriend)
- 2016 – Discografica Milano
- 2017 – L'universitaria fuori sede
- 2017 – Vecchie dogane
- 2018 – Lampadine
- 2018 – I Mondiali del '18
- 2018 – Italian Polaroid
- 2018 – Mercurio Cromo
- 2018 – Discografica Milano (2018 Version)[27]
- 2018 – Punk IPA
- 2019 – Finirà tutto quanto
- 2019 – I tuoi bellissimi difetti
- 2019 – Cartoline di fine estate
- 2019 – Come ci fotte l'amore
- 2020 – Quando crollerà il governo/Fuoriposto
- 2020 – Canzone d'addio/Che cosa me ne faccio di noi
- 2020 – L'Orsa Maggiore/Al diavolo
- 2020 – Santa Maria al bagno (per l'album Gran Riserva del progetto "Diego Rivera" di Carmine Tundo)
- 2020 – Malvasia nera (per l'album Gran Riserva del progetto "Diego Rivera" di Carmine Tundo)
- 2021 – Magazzini Musicali
- 2021 – La terza stagione di Dark/Finisce qui
- 2023 – Volevo solo parlarti
- 2023 – Le hit estive
- 2024 – Giacomo
- 2024 – Cemento
- 2024 – Odio cantare
- 2025 – La maglia del Lecce

### Altri brani
- 2020 – Il negozio di scarpe (per l'album Gran Riserva del progetto "Diego Rivera" di Carmine Tundo)

## Videografia
- 2013 – Via Coramari (regia di Hermes Mangialardo)
- 2014 – Valentina Nappi (regia di Gianni Donvito)
- 2014 – Il mercante di occhi (regia di Carmine Tundo, Antonio Passavanti e Roberto Mangialardo)
- 2015 – L'accademia delle belle arti (regia di Roberto Mangialardo)
- 2015 – Lettera dalla provincia leccese (regia di Carmine Tundo e Roberto Mangialardo)
- 2015 – Le ferie di metà settembre (regia di Carmine Tundo e Roberto Mangialardo)
- 2016 – George (il mio ex penfriend) (regia di Acqua Sintetica)[28]
- 2017 – L'universitaria fuori sede (regia di Balto)
- 2017 – Romanov Children[29] (regia di Antonio Passavanti)
- 2017 – Vecchie dogane (regia di Balto)
- 2017 – Risvegli (regia di Balto)
- 2018 – Lampadine (regia di Leonardo Solidoro)
- 2018 – I Mondiali del '18 (regia di Mauro Russo)
- 2018 – Italian Polaroid (regia di Pierfrancesco Marinelli)
- 2018 – Mercurio Cromo (regia di Blanket Studio)
- 2018 – Discografica Milano (regia di B2BFilm)
- 2018 – Punk IPA (regia di Lorenzo Donnini e Nuanda Sheridan)
- 2019 – Finirà tutto quanto (regia di Adriano Giotti)
- 2019 – I tuoi bellissimi difetti (regia di Marco Pellegrino)
- 2019 – La canzone di Marinella (regia di Marco Pellegrino e Giacomo Pellegrini)
- 2019 – Cartoline di fine estate (regia di Broga Doite Film)
- 2019 – Come ci fotte l'amore (lyric video, regia dei La Municipàl)
- 2020 – Quando crollerà il governo (regia di Giacomo Spaconi e Claudia Nanni)
- 2020 – Che cosa me ne faccio di noi (regia di Giacomo Spaconi e Claudia Nanni)
- 2020 – L'Orsa Maggiore (regia di Giacomo Spaconi e Claudia Nanni)
- 2020 – Santa Maria al bagno (regia di Martina Loiola)
- 2021 – La terza stagione di Dark (regia di Giacomo Spaconi e Claudia Nanni)
- 2021 – Se io fossi te cambierei il mondo (regia di Giacomo Spaconi e Claudia Nanni)
- 2023 – Volevo solo parlarti (regia di Balto)
- 2023 – Ritorno a Via Coramari (regia di Hermes Mangialardo)
- 2025 – La maglia del Lecce (regia di Balto)